# Helicodendron longitubulosum
Helicodendron longitubulosum är en svampart som beskrevs av Voglmayr 1997. Helicodendron longitubulosum ingår i släktet Helicodendron, ordningen disksvampar, klassen Leotiomycetes, divisionen sporsäcksvampar och riket svampar.   Inga underarter finns listade i Catalogue of Life.